# University North (Croácia)

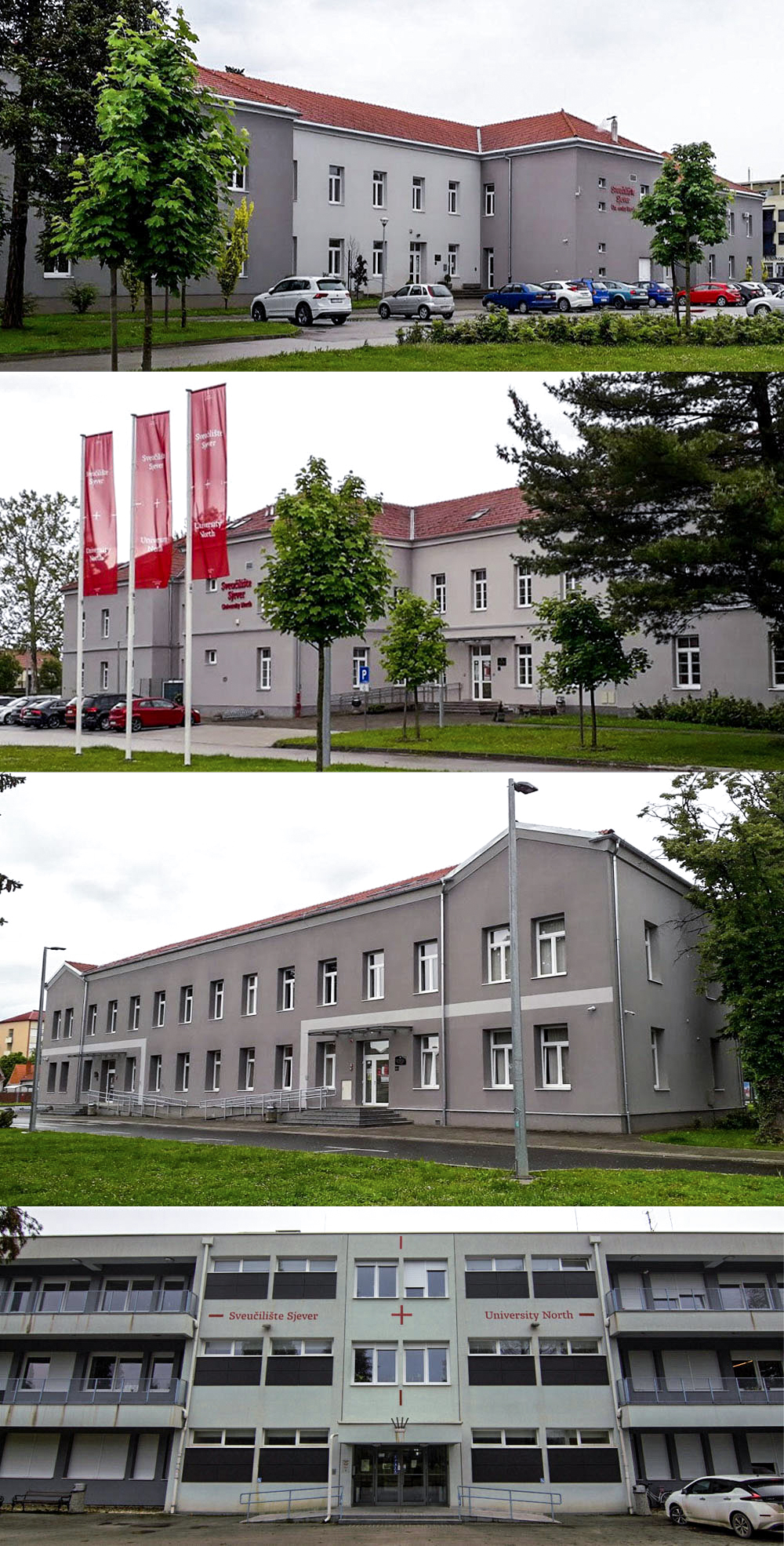
Prédios das sedes da University North em Koprivnica e Varazdin no noroeste da Croácia

A Universidade North (Croata: Sveučilište Sjever) é a mais jovem universidade pública da Croácia, tendo sido tornada universidade em 2015. Localizada no noroeste do país, a universidade foi criada em resposta às demandas da região mais densamente populosa do país. Com mais de 5000 alunos e mais de 600 docentes, distribuídos em dois centros - Koprivnica e Varazdin, a instituição oferece cursos de graduação em Engenharia Elétrica, multimídia, Engenharia Mecânica, Logística técnica, Enfermagem, Jornalismo, Design de mídia, Mobilidade Sustentável e Logística e Embalagem. A Universidade do Norte é hoje a quinta maior universidade da República da Croácia em termos de número de estudantes. Devido à alta proporção de programas de estudo em campos científicos cruciais para o crescimento econômico e a adaptação às tendências futuras, ela é freqüentemente chamada de "Universidade STEM", cuja sigla significa Ciência, Tecnologia, Engenharia e Matemática. A universidade ocupa hoje uma posição de destaque no ranking de universidades européias.

## História
Em 2015, o Parlamento croata aprovou a transferência dos direitos de fundados da Escola Politécnica para a República da Croácia, o que a tornou a oitava universidade pública do país. O projeto que levou a criação da universidade iniciou em 2001, a partir da iniciativa de professores da Escola Eletromecânica de Varazdin de criar um curso profissional em Engenharia Elétrica - gerando um curso tornado público de duração de quatro anos e com financiamento do estado.
O sucesso do curso criou as condições para que uma faculdade fosse criada, anos depois, e em 2002 foi criada a Faculdade de Engenharia Elétrica.  Em 2003 e 2004, novos programas de estudos foram criados, sendo eles Engenharia Mecânica e Multimídia, Design e Aplicação. Ao oferecer mais de um curso, a instituição foi elevada a nível de politécnica, e em 2005 foi criada a Politécnica de Varazdin.
Ao longo dos anos que se seguiram, novos programas de estudo na área de ciências tecnológicas foram viabilizados: Logística Técnica e Econômica e Engenharia Civil. Tempos depois, expandiu seu leque de programas para incluir Biomedicina e Saúde, e Enfermagem, criando as condições para que a instituição configurasse uma Universidade.
Dado que o Politécnico realizou um maior número de programas de estudo em diferentes áreas - cinco programas específicos, mas em apenas uma área científica das ciências técnicas - a fim de atender às exigências de crescer em uma universidade, a instituição decidiu concluir o estudo de viabilidade de um novo programa de estudo em outra área científica - na área de "Biomedicina e Saúde" - com o estudo profissional de "Enfermagem".
A partir de 2006, a cidade de Koprivnica começou a trabalhar em paralelo em seu próprio projeto de ensino superior e criação de uma universidade. Ao reconhecer as necessidades dos cidadãos do noroeste da Croácia (uma região com mais de 500.000 habitantes), os representantes das cidades de Varazdin e Koprivnica lançaram uma iniciativa para o desenvolvimento da primeira universidade regional da República da Croácia, que funcionaria com o mesmo efeito em ambas as cidades/condados.